# 1975 na informática
Nesta página encontrará referências aos acontecimentos diretamente relacionados com a informática, ocorridos durante o ano de 1975.

## Eventos
- 4 de Abril - Fundação da Microsoft

## Nascimentos
| Data | Nome | Profissão | Nacionalidade | Observações | Ref |
| ---- | ---- | --------- | ------------- | ----------- | --- |

## Mortes
| Data | Nome | Profissão | Nacionalidade | Observações | Ref |
| ---- | ---- | --------- | ------------- | ----------- | --- |